# طعم الأيام (مسلسل)
طعم الأيام، مسلسل سعودي أُنتج عام 2001، شارك في بطولته محمد العلي، وأسمهان توفيق، وجاسم النبهان، وهو من إخراج أحمد يعقوب المقلة، وتأليف أسمهان توفيق.

## القصة
تدور الأحداث في إطار درامي اجتماعي حول الأسرة وتربية الأبناء، من خلال معاملة أب مع أبنائه، حيث تتعرض الأحداث لمدى التفاف الأسرة حول بعضها، خاصة في ظل الأب الذي يعامل كل ابن من أبنائه بطريقة مختلفة عن الآخر. يحزن راشد لحالة ابنه سعد التي وصل إليها بعد وفاة زوجته، ويطالب ابنه سالم باتمام زواجه من ابنة عمه هدى، ويخدع حسن زوجته الأولى منيرة بحبه حيث يدير أموالها، في حين هو متزوج من ليلى دون علم منيرة.يكتشف صالح كذب سالم في تأسيسه فيلا لزواجه فيها هو وهدى، ويسعد حسن لحمل زوجته ليلى، وتبدأ منيرة في الشك لتغيبه المستمر عن المنزل.يطلب سالم من هدى بيع الفيلا، لدخوله في مشروع كبير، ويحاول جمع المبلغ بخداع والده باحتياجه لأموال لإنهاء تأسيس الفيلا، وترفض عمته العنود وشقيقته مساعدته . يواجه صالح وراشد - سالم بموقفه من تأجيل زفافه من ابنة عمه هدى، ويفاجئ الجميع بأنه باع الفيلا، فيصاب راشد بأزمة صحية وينقل على إثرها المستشفى. يستغل سالم مرض والده، ويحاول السيطرة على الشركة ولكن يكتشف تولي خالد الإدارة بتوكيل من راشد قبل مرضه، ويخبر الطبيب - راشد بإصابته بالسرطان.
يطلب راشد من الطبيب عدم إخبار أحد بإصابته بالسرطان، ويتفق حسن مع زوجته على بيع عقارات منيرة ووضع الأموال باسمه، ويبدأ سالم في استكمال مشروعه.يخرج راشد من المستشفى، ويستعد سالم لاستلام معدات المشروع مع صديقه ماجد. توافق هدى على استكمال زواجها من سالم والإقامة في منزل والدها، وتنقل ليلى للمستشفى لتضع مولودها يحدد سالم موعد الزفاف، ويستمر حسن في إقناع منيرة لتسليمه كل ممتلكاتها.  يقام حفل زفاف هدى وسالم، ويعلن صالح خطبة عبدالله وأسما ولكن العنود تتعارض الخطبة، في حين يخبر راشد - صالح والعنود بإصابته بالسرطان وأنه سيقسم ميراثه بين أولاده. يرفض كلا من صالح والعنود فكرة راشد في تقسيم الميراث على أولاده، ويتهرب ماجد من سالم بعد استلام كل أموال المشروع، ويكتشف راشد محاولة حسن بيع ممتلكات منيرة لصالحه.
يبدأ راشد في تقسيم أملاكه على أولاده، ويواجه حسن بما اكتشفه من محاولة بيع أملاك منيرة.
يتشاجر سالم مع عمه صالح لعدم موافقته على تولي عبدالله إدارة أي شيء، ويتفق حسن مع زوجته ليلى لنقل أملاك منيرة لها، وعدم إعلان زواجهما حاليًا، ويختلف سالم مع والده حول نصيبه في الشركة. يتوفى صالح، وتحمل ليلى مرة أخرى، ويتشاجر عبدالله مع سالم حول إدارة وكالة صالح بعد وفاته،  ويخبر راشد - المحامي بتنازله عن حقه في ميراث صالح. يهدد راشد - سالم بإعادة الشركة له، وتبشر الطبيبة - منيرة بحملها، ويتزوج عبدالله من أسما، ويطلب سالم من زوجته إدارة أموالها ويقنعها باستيفاء عبدالله عليها. يترك سعد المنزل ويبحث عنه الجميع، ويطلب سالم من زوجته بيع نصيبها بالمعرض لشقيقتها أسماء حتى ينتقم من زوجها ويخسر، في حين تخبر منيرة والدها بحملها.
تمرض ليلى وتنقل إلى المستشفى وتضطر للولادة القيصرية، وتكتشف منيرة زواج حسن من أخرى، في حين يثور راشد لمعاملة حسن لمنيرة بطريقة سيئة. ويخبر عبدالله - أسما بإعلان إفلاسهم عما قريب. ترفض ليلى إعادة الأملاك التي كتبها حسن باسمها إليه، فيطلقها، ويضطر عبدالله وأسما لبيع نصيبهما في المعرض لسالم. تخبر العنود - أولاد راشد بأن والدهم مريض بمرض خطير وأن أيامه معدودة، فيبدأ سالم في وضع مخطط للاستيلاء على كل أموال والده والفيلا ويطلب من زوجته الإقامة في فيلا والده بحجة رعايته، ويطلب المحامي من حسن طلاق زوجته منيرة. يحاول سالم الحجر على والده وإيداعه في مستشفى نفسي، ولكن عمته تمنعه، ويطلب راشد من المحامي تحويل الفيلا إلى وقف حتى لا يستولى عليها سالم، ويطلب من صحافي صديق لسعد مراسلته حتى يعود. يعود سعد إلى المنزل ويخبر والده بأنه اختفى حتى يعالج نفسه من الإدمان ثم يتولى إدارة الشركة، فيثور سالم ويكتشف أنه عقيم، ويقع حريق كبير في المعرض ويصاب بحروق شديدة وشلل، وتلد منيرة طفلها الأول، ويطلب سليمان يدها للزواج.

## بطولة
- محمد العلي، بدور راشد
- أسمهان توفيق، بدور العنود
- جاسم النبهان، بدور صالح
- سمير الناصر، بدور سعد
- بدرية أحمد، بدور منيرة
- سعيد قريش، بدور سالم
- عبد المحسن النمر، بدور حسن
- عبد الله ملك، بدور سليمان
- عماد المديفر، بدور أحمد
- عبير أحمد، بدور هدى
- أميرة محمد، بدور أسماء
- منى شداد، بدور ليلى
- جمعان الرويعي، بدور عبد الله
- معتز العبد الله، بدور خالد
- راضي المهنا، بدور فؤاد
- ماجد الفايز ، بدور وليد مدير مكتب راشد
- فؤاد قريش، بدور طبيب راشد
- هلال البلوي، بدور زين
- ابراهيم العبيد، بدور صاحب الشركة
- محمد عواد، الصحفي فارس
- وفاء مكي، بدور  صديقة هدى
- سعيد صالح، بدور ماجد
- عماد عبد العزيز، طبيب صالح
- محمد الزياني، محامي ليلى
- عبد الرحمن محمود، طبيب سالم
- جبران الجبران
- حمد عتيق